# کالارکا (کیندیو)
کالارکا (کیندیو) (به اسپانیایی: Calarcá) یک سکونتگاه مسکونی در کلمبیا است که در بخش کیندیو واقع شده‌است.

## خصوصیات
کالارکا ۲۱۹٫۲۳ کیلومترمربع مساحت و ۵۹٬۸۱۷ نفر جمعیت دارد و ۱٬۵۷۳ متر بالاتر از سطح دریا واقع شده‌است.